# Заторовізна
Заторовізна (пол. Zatorowizna) — село в Польщі, у гміні Любовідз Журомінського повіту Мазовецького воєводства.
Населення — 199 осіб (2011).
У 1975-1998 роках село належало до Цехановського воєводства.

## Демографія
Демографічна структура станом на 31 березня 2011 року:
|          | Загалом | Допрацездатний вік | Працездатний вік | Постпрацездатний вік |
| -------- | ------- | ------------------ | ---------------- | -------------------- |
| Чоловіки | 106     | 33                 | 59               | 14                   |
| Жінки    | 93      | 21                 | 50               | 22                   |
| Разом    | 199     | 54                 | 109              | 36                   |